# 罗伊斯人民邦
罗伊斯人民邦（德語：Volksstaat Reuß），或作罗伊斯民国，是一个位於现在的德國图林根州的短暂国家。罗伊斯人民邦形成於1919年4月4日，當時在位的兩位君主、罗伊斯幼系和长系侯国的侯爵退位，使这两个州需要舉行选举。1920年5月1日，本國與周邊其他六个小国合併，形成魏玛共和国的图林根自由邦。

## 外部連結
- https://web.archive.org/web/20080217200153/http://home.att.net/~david.danner/militaria/reuss.htm
- Principalities of Reuss-Gera and Reuss-Greiz 1778-1919 (Reuss, Germany), also with flag source （页面存档备份，存于）